# Kyou Kara Maou

## História
Conta a história de Yuuri Shibuya, um estudante normal, que ao tentar ajudar um amigo que estava sendo atormentados por outros garotos, acaba sendo atormentado no lugar dele e tem sua cabeça mergulhada em uma privada, mas é aí que algo acontece, ele é "sugado" para outro mundo e chega a Shin Makoku, um país estranho onde vivem os Mazokus, humanos com poderes especiais e de grande beleza, ao chegar lá, ele descobre que ele é o Maou (rei dos Mazokus) e ele tem que assumir esse trono. Assim ele vai ter muitos problemas ao governar Shin Makoku, tentando unir Mazokus e humanos normais.
Em Shin Makoku os costumes são diferentes, então o simples ato de pegar uma faca que alguém derruba no chão é aceitar um duelo contra essa pessoa e nesse mundo, pessoas do mesmo sexo podem viver juntas normalmente, então por acidente, ao dar um tapa no rosto de Wolfram, (filho da antiga Maou), pois diz o costume que um tapa na face esquerda de um nobre é um pedido de casamento, ele acaba virando noivo dele. Situações muito engraçadas acontecem com os dois, principalmente ataques de ciúmes vindo do Wolfram.

## Personagens
- Yuuri Shibuya - (渋谷有利 Shibuya Yūri)é o protagonista da história. Nasceu em Boston, USA e cresceu em Saitama, Japão. É um estudante que adora baseball mais do que livros paradidáticos. Seus pais lhe deram esse nome pois significa "rentável", muitas pessoas fazem brincadeiras de mau gosto com ele por causa de seu nome, Shibuya Yuri, dizendo: "Harajuku Furi" (Pois na tradução livre, se Shibuya significa "rentável", Harajuku significa "inútil"). Sua mãe insiste em dizer que o seu nome vem da origem do mês de Julho, (que foi o mês que ele nasceu) nada a ver com dinheiro, pelo fato de seu pai ser banqueiro. Mais tarde ele descobre que seu nome foi escolhido por Conrad, que inspirou sua mãe a usar esse nome, pois de onde ele veio Yuuri significa Julho.

Tudo começa quando ele vai defender o seu colega de colégio, primeiro ele pensa em ir embora e fingir que nada aconteceu, mas depois que o seu colega o percebe, ele não tem opção a não ser ajudar, com isso, os valentões se distraem com Yuuri e o seu colega acaba fugindo, os valentões reclamam com ele por "deixar a presa fugir", e como eles não tinha opção, pegaram a cabeça de Yuuri e enfiaram no vaso sanitário feminino, mas em vez de apenas se molhar, ele é sugado para outro mundo.
- Mullem Desoive Eligh Morgif - (モルギフ Morugifu) é a espada que só pode ser utilizada pelo Maou. É uma espada que faz gemidos alegres ou tristes. Adora meninas jovens e bonitas.[2]
- Conrad /Conrart Weller - ( コンラッド/ウェラー卿コンラート Konraddo/Wera- Kyou konra-to ? ) é o segundo filho da Maou anterior, Cecilie von Spitzweig. Seu nome dado é "Conrart" mas Yuuri e entre outros, o chamam de "Conrad". Ele é meio Mazoku, pois não tem poderes. Seu pai era humano, seu nome era Dunheely Weller, ele era famoso por sua espada, como o pai de Conrart não era nobre, não tinha "von" em seu nome.[2]
- Wolfram von Bielefelt - ( フォンビ-レフェルト卿ヴォルフラム fon bi-ruferuto Kyou worufuramu ) é o filho mais novo da ex-rainha Mazoku, Cecilie von Spitzweig. Ele é o único dos três filhos que herdou os seus lindos olhos verdes e seus cabelos loiros. A sua beleza influencia tanto que pessoas que estão prestes a morrer no hospital, tem uma recuperação milagrosa só de botar os olhos nele. Ele é meio irmão de Conrart e Gwendal. O diretor, Tomo Takabayashi, disse que Wolfram é seu personagem preferido.

Ele acaba comprometido com Yuuri por um mal entendido. Acontece que Wolfram desdenha da mãe de Yuuri na hora do jantar, e Yuuri irritado se levanta e da um tapa na face esquerda de Wolfram, (Depois o explicam que existe uma lei que quando você dá um tapa na face esquerda de um nobre você está pedindo este em casamento) Wolfram percebendo que ele não entendia o que estava acontecendo joga os talheres no chão, Yuuri delicadamente pega a faca e a colher (Neste momento, Gunter explica a ele que quando se pega uma faca que o outro joga no chão ele está aceitando um duelo).
Por início Wolfram fica extremamente irritado com Yuuri, mas a ideia sobe rapidamente em sua cabeça. Ele leva este acontecimento mais a sério que Yuuri. Wolfram o segue praticamente para todos os lugares para que possa manter o olho nele e até foge a noite para o quarto de Yuuri. Ele fica extremamente ciumento quando ele fala com uma garota ou um garoto de boa aparência, e às vezes o acusa de ser infiel que às vezes é utilizado de alívio cômico.
Sua maior fraqueza é quando está em Alto Mar. Yuuri diz que ele pinta muito mal, além dele insistir nisso. Por exemplo, ele tenta pintar Yuuri, embora ao que parece involuntariamente impressionista. No entanto, nos romances e mangás é dito que ele poderia pintar muito bem quando ele era jovem quando ele pintou o realismo, mas decidiu mudar seu estilo ao cubismo.
- Gwendal von Voltaire - ( フォンヴォルテール卿グウェンダル fon vorute-ru Kyou guwendaru ) É o filho mais velho de Cecilie. Ele é o senhor atual de Voltaire. Ele é um estrategista hábil e é capaz de usar magia da terra e pode lançar barreiras. Gwendal é um cara duro, exceto quando se trata de sua amiga de infância, Anissina, e seus irmãos. Ele tem medo de Anissina e muitas vezes se esconde dela para que ele possa evitar ser usado em um de seus experimentos. Quando não está ocupado de outra forma, Gwendal se entrega a seu hobby de tricô, mas muitas vezes as suas criaturas não são o que parecem ser (por exemplo, um urso foi confundido com um porco preto e um gato foi confundido com um guaxinim). Anissina que ensinou Gwendal como fazer tricô.[2]
- Günter von Cristo - ( フォンクライスト卿ギュンター fon kuraisuto Kyou-gyunta ? ) É consultor e professor  de Yuri. Günter é um espadachim habilidoso e mágico. Ele é uma pessoa muito caprichosa e poético em seus pensamentos. Ele é o cobaia número 02 de Anissina. 20 anos atrás, ele era um instrutor em uma academia militar. Gunter é uma estranha mistura de habilidades de combate viris e personalidade feminina estereotipada e, como tal é um  personagem cômico que aparece na maioria dos episódios.[2]
- Ken Murata - ( 村田健 Murata Ken ) Nasceu em Hong Kong e cresceu no Japão. Murata Ken conheceu Yuri no meio da escola, onde eles estavam na mesma classe por dois anos. Ele agora vai para uma famosa escola privada. Yuri afirma que seu nome é semelhante ao seu ator favorito: Ken Matsudaira. Ele é o único dos ex-colegas de Yuri que realmente lembra o nome e o rosto do que os membros do clube de baseball. Murata é conhecido a sorrir com freqüência e manter relativamente calma. Ele sempre conta piadas que não se adaptam a sua idade.[2]

## Multimídia

### Light Novel
Escrito por Tomo Takabayashi e com ilustrações de Temari Matsumoto. O primeiro Light Novel foi lançado em Novembro do ano 2000 depois desta publicação veio mais 22 livros. São 17 novels e 5 extras.

### Mangá
Desenhado por Temari Matsumoto, a série mangá Kyou Kara Maou (Titulado Kyou Kara MA no Tsuku Jiyuugyou! em Japonês) foi lançada em Junho de 2005 e continua sendo lançado mensalmente na Asuka Magazine

### Anime
A adaptação para anime de Kyou Kara Maou, foi dirigida por Junji Nishimura, animado pelo Studio Deen e produzido pela NHK, o anime foi ao ar no Japão pela NHK e a Animax. Contém 117 Episódios e 5 OVA's. A 1.ª Temporada segue a história original dos novels.